# 陳允升 (萬曆進士)
陳允升（？—1604年），字吉甫，号雲逵，浙江湖州府歸安縣人，明朝政治人物。

## 生平
萬曆元年（1573年）癸酉科浙江鄉試第七十五名舉人，萬曆二十六年（1598年）登戊戌科進士，兵部觀政，次年官滁州知州，三十二年丁憂，卒。

## 家族
曾祖陈武。祖陈智。父陈思尹。